# Governador Dix-Sept Rosado
Governador Dix-Sept Rosado est une municipalité brésilienne située dans l'État du Rio Grande do Norte.